# Смагар Ян Станіславович
Ян Станіславович Смагар (1906, Латгалія, тепер Латвія — ?) — латиський радянський діяч, коваль Даугавпілських залізничних майстерень, начальник Даугавпілського паровозо-вагоноремонтного заводу. Депутат Верховної Ради СРСР 1—2-го скликань (1941—1950).

## Життєпис
Народився в бідній селянській родині. З восьмирічного віку працював пастухом.
У 1930-х роках — коваль Даугавпілських залізничних майстерень. У 1941 році — начальник ковальського цеху Даугавпілських залізничних майстерень.
Під час німецько-радянської війни перебував в евакуації, працював ковалем на заводі в місті Муромі, РРФСР.
Член ВКП(б).
З 1945 року — начальник Даугавпілського паровозо-вагоноремонтного заводу.
Подальша доля невідома.

## Нагороди
- орден Червоної Зірки
- ордени
- медалі